# Welitschko Tscholakow
Welitschko Tscholakow (bulgarisch Величко Чолаков, * 12. Januar 1982 in Smoljan; † 20. August 2017 ebenda) war ein bulgarischer Gewichtheber.

## Karriere
Bei den Olympischen Sommerspielen 2004 in Athen gewann der 205 cm große Tscholakow in der Gewichtsklasse ab 105 kg die Bronzemedaille mit 447,5 kg. Bei der  Weltmeisterschaft 2003 in Vancouver gewann er die Silbermedaille, bei der Europameisterschaft 2004 in Kiew die Goldmedaille und bei der Europameisterschaft 2006 in Wladislawowo die Bronzemedaille.
2008 wurde er als Dopingsünder entlarvt und für vier Jahre gesperrt. Danach versuchte er als Aserbaidschaner ein Comeback, hatte allerdings keinen Erfolg und wurde Jugendtrainer in seiner Heimatstadt Smoljan.
Tscholakow starb im August 2017 an einem Herzinfarkt.